# Elodina invisibilis
Elodina invisibilis är en fjärilsart som beskrevs av Hans Fruhstorfer 1910. Elodina invisibilis ingår i släktet Elodina och familjen vitfjärilar. Inga underarter finns listade i Catalogue of Life.